# Luigi Pungileoni
Luigi Pungileoni (Correggio, 20 agosto 1762 – Roma, 22 gennaio 1844) è stato un letterato, teologo e storico dell'arte italiano, noto soprattutto per le sue ricerche e pubblicazioni sui pittori italiani a cavallo fra il XV e il XVIII secolo.

## Biografia
Nato a Correggio il 20 agosto 1762 dal conte Domenico Pungileoni e da Isabella Cortesi de Rubiera, studiò lettere presso i Padri delle scuole pie. A diciassette anni lasciò gli agi familiari, cambiò il proprio nome di battesimo da Francesco a Luigi, ed entrò fra i frati minori conventuali di Ferrara, presso i quali l'anno successivo professò i voti.
Inviato a Bologna, studiò dapprima filosofia, e poi a Ravenna teologia, che approfondì anche come allievo della facoltà pontificia San Bonaventura, a Roma. Appresi il latino e il greco, a Lugo fu lettore di filosofia, e poi a Modena professore di eloquenza nel collegio di San Bartolomeo. Trasferitosi a Carpi, fu professore di teologia morale, e poi a Fermo succedette a Evasio Leone alla cattedra di lettere. A Reggio fu professore di logica e metafisica, e poi ancora nella natia Correggio, dove insegnò filosofia.
Spostatosi a Urbino, gli fu assegnata la cattedra di teologia drammatica stabilita da Clemente XIV. Nell'agosto 1826 Papa Leone XII lo volle a Roma, dove divenne consultore dei riti e gli fu affidato il convento dei Santi XII Apostoli.
Padre maestro, letterato e cultore di innumerevoli materie umanistiche e scientifiche, fu grande studioso delle belle arti e pubblicò molteplici saggi sul Giornale arcadico di scienze, lettere ed arti. Della sua vasta produzione letteraria sono particolarmente rilevanti gli studi e le ricerche documentali sulla vita di grandi pittori italiani, ampiamente riutilizzati nella storiografia successiva. Fu autore di una delle prime biografie documentate sul Correggio, pubblicata a Parma tra il 1817 e il 1821 in tre corposi volumi, e di altre incentrate su Raffaello Sanzio, Giovanni Santi, Timoteo Viti e il Bramante. Pubblicò inoltre saggi sul Brandani, Zuccari, Donnini, Sogari, Romano, Mantegna, Tiziano, Pacioli, Gentile e Giovanni Bellini, e la biografia di Antonio Cavallucci nel primo volume sugli italiani illustri curato da Emilio Amedeo De Tipaldo. Amico di Canova e di Leopoldo Cicognara, coi quali ebbe scambi epistolari, fu anche poeta, spesso accompagnandosi in tal veste con la cetra; una parte dei suoi versi fu pubblicata nella raccolta Poesie sacre e profane (Reggio, 1816), mentre altri rimasero inediti alla morte.
Per i suoi meriti nelle belle arti, fu socio dell'accademia nazionale di San Luca, di Parma, di Modena, dell'accademia nazionale virgiliana e membro dell'accademia dell'Arcadia con lo pseudonimo di Leonildo Esareo. L'ultimo suo lavoro fu la Storia della Basilica de' Santi XII Apostoli, rivista da Pietro Ercole Visconti e presentata presso la Pontificia accademia romana di archeologia di cui era socio onorario, una importante ricerca con documenti editi ed inediti sull'omonimo complesso religioso, che non riuscì però a pubblicare per la malattia che lo colse.
Scrisse anche una traduzione commentata della Ars Poetica di Orazio, di cui diedero notizia l'avvocato Petrini e Carlo Emanuele Muzzarelli che ne ricevette una copia.
Morì ottantunenne a Roma, il 22 gennaio 1844.
Suo nipote, il conte Domenico Pungileoni (omonimo del padre di Luigi), ebbe un figlio con Giustina de' conti Valentini di Modena, chiamato anch'egli Luigi, che fu conte e militare italiano.

## Opere
- Luigi Pungileoni, Elogio di Alfonso Gianotti, Modena, Società Tipografica, 1802.
- Leonildo Esareo, Herschel, o sieno i Cieli, Modena, Società Tipografica, 1803.
- Luigi Pungileoni, Riflessioni sulla primaria cagione de' sogni e del sonnambolismo, Parma, Stamperia Carmignani, 1805.
- Leonildo Esareo, Inno alla verità, Parma, Stamperia Imperiale, 1808.
- Leonildo Esareo, Sonetto offrendo all’Altissimo il suo primo sacrifizio nella Basilica di S. Prospero Don Luigi Cattellani, Reggio, 1814.
- Leonildo Esareo, Sonetto a Mario Antonio Mariotti anconitano che compie la sua apostolica missione nella Cattedrale di Reggio, Reggio, 1815.
- Luigi Pungileoni, Poesie sacre e profane, Reggio, Tipografia della Società, 1816.
- Luigi Pungileoni, Memorie istoriche di Antonio Allegri detto il Corregio, Parma, Stamperia Ducale, 1817.
- Luigi Pungileoni, Lettere sopra Marcello Donati, Parma, Stamperia Ducale, 1818.
- Luigi Pungileoni, Elogio storico di Giovanni Santi pittore e poeta, padre del gran Raffaello di Urbino, Urbino, B. Guerrini, 1822.
- Luigi Pungileoni, Memorie intorno alla vita ed agli studj di Veronica Gambara principessa di Correggio, Brescia, F. Nicoli-Cristiani, 1824-1827.
- Luigi Pungileoni, Notizie delle pitture in majolica fatte in Urbino, in Giovanni Giuliano Vanzolini (a cura di), Istorie delle fabbriche di majoliche metaurensi, vol. 1, Pesaro, Annesio Nobili Editore, 1879  [1828].
- Luigi Pungileoni, Elogio storico di Raffaello Santi da Urbino, Urbino, V. Guerrini, 1829.
- Luigi Pungileoni, Elogio storico di Timoteo Viti da Urbino, Urbino, V. Guerrini, 1835.
- Luigi Pungileoni, Memoria intorno alla vita ed alle opere di Donato o Donnino Bramante, Roma, Tip. Ferretti, 1836.